# La Ladera, Zamora
La Ladera är en ort i Mexiko.   Den ligger i kommunen Zamora och delstaten Michoacán de Ocampo, i den centrala delen av landet, 300 km väster om huvudstaden Mexico City. La Ladera ligger 1 625 meter över havet och antalet invånare är 797.
Terrängen runt La Ladera är huvudsakligen kuperad, men åt nordväst är den platt. Runt La Ladera är det ganska glesbefolkat, med 48 invånare per kvadratkilometer. Närmaste större samhälle är Zamora, 10,8 km väster om La Ladera. I omgivningarna runt La Ladera växer huvudsakligen savannskog.